# Jan Veselý (politik)
Jan Veselý (5. května 1889 – ???) byl český a československý politik a poslanec Revolučního národního shromáždění za Českou státoprávní demokracii, později za Československou národní demokracii.

## Biografie
Zasedal v Revolučním národním shromáždění za Českou státoprávní demokracii, respektive z ní vzniklou Československou národní demokracii. Mandát nabyl v září 1919. Profesí byl železničním zřízencem.